# Saleh Ould Hanenna
Saleh Ould Hanenna (arabisch صالح ولد حننا; geb. 20. September 1965 in Hodh El Gharbi, Mauretanien) ist ein ehemaliger Soldat und Politiker in Mauretanien.

## Leben

### Jugend und Ausbildung
Saleh Ould Mohamedou Ould Hanna wurde am 20. September 1965 in der Stadt Laayoune in Hodh El Gharbi im Osten Mauretaniens geboren.
Er ging 1971 in Laâyoune in die Grundschule und erlangte 1982 in Nouakchott sein Abitur. Dann besuchte er die Universität Nouakchott, wo er 1987 einen Bachelor in Geschichte erwarb.

### Militärische Karriere
Ould Hanenna trat 1984 in die Armee ein und wurde an das König-Abdul-Aziz-Militär-College in Saudi-Arabien geschickt, wo er 1987 einen Bachelor-Abschluss in Militärwissenschaften erlangte.
Er besuchte die Militärschule in der Stadt Atar, Mauretanien, und absolvierte dort von 1990 bis 1993 den Offizierslehrgang.
Ab 1993 wurde er zum Leiter der Ausbildungsabteilung ernannt. Er stieg bis zum Major auf, bevor er im Jahr 2000, nach einem ersten Putschversuch, offiziell entlassen wurde.
Im Juni 2003 führte er einen Putschversuch an, in welchem Präsident Maaouya Ould Sid’Ahmed Taya gestürzt werden sollte. Er befehligte den rebellierenden Teil der Armee während zweitägiger heftiger Kämpfe in Nouakchott, bei denen Dutzende Menschen starben. Nach dem völligen Scheitern des Putsches entging Ould Hanenna zunächst der Gefangennahme und bildete mit dem ehemaligen Offizier Mohamed Ould Cheikhna eine Oppositionsgruppe namens „Ritter des Wandels“ (arabisch فرسان التغيير), wurde jedoch am 9. Oktober 2004 verhaftet.
Die Regierung von Mauretanien beschuldigte Saleh Ould Hanenna der Vorbereitung zweier weiterer Putschversuche im August und September 2004, angeblich mit Unterstützung von Libyen und Burkina Faso. Eine Todesstrafe wurde in seinem Prozess ursprünglich empfohlen, er erhielt am 3. Februar 2005 jedoch eine Lebenslange Freiheitsstrafe.
Im August 2005 verübte Colonel Ely Ould Mohamed Vall einen erfolgreichen Staatsstreich und stürzte Präsident Maaouya Ould Sid’Ahmed Taya. Der Militärrat für Gerechtigkeit und Demokratie (المجلس العسكري للعدالة والديمقراطية‎, al-maǧlis al-ʿaskarī li-l-ʿadāla wa-d-dīmuqrāṭīya), welcher in der Folge die Regierung übernahm entließ Ould Hanenna aufgrund einer Amnestie Anfang September.
Am 9. Januar 2007 wurde Ould Hanenna, als Präsident der Mauretanischen Partei für Union und Wandel (HATEM; حزب الاتحاد والتغيير الموريتاني‎, ḥizb al-ittiḥād wat-taġyīr al-muritāni, fr.: Parti mauritanien de l’union et du changement) zum Kandidaten für die Präsidentschaftswahlen im März 2007 gewählt. Er wurde unter anderem von den Zentralistischen Reformisten (الإصلاحيون الوسطيون‎) unterstützt und erreichte den sechsten Platz in der Abstimmung (7,65 %). In der zweiten Wahlrunde unterstützte er Ahmed Ould Daddah.
Ould Hanenna war Präsident der Gruppe Koordination der Demokratischen Opposition, einer Koalition aus Oppositionsparteien zur von General Mohamed Ould Abdel Aziz geführten Regierung in Mauretanien.